# Lithacodia brunnescens
Lithacodia brunnescens är en fjärilsart som beskrevs av Barend J. Lempke 1949. Lithacodia brunnescens ingår i släktet Lithacodia och familjen nattflyn. Inga underarter finns listade i Catalogue of Life.